# 天主教波多黎各的聖胡安總教區
天主教波多黎各的聖胡安總教區（拉丁語：Archidioecesis Sancti Ioannis Portorricencis）是波多黎各一個天主教教省總教區，下轄5個教區。
教區於1511年8月8日成立，時屬西維爾總教區，首任主教阿隆索·曼索是第一位踏足美洲大陸的天主教主教。教區於1960年4月30日升為總教區。
總教區位於波多黎各東北部，2010年時有898,218名教友（佔轄區總人口70.1%）、142個堂區和279名司鐸。現任總主教為羅勃·岡薩雷斯-尼埃弗斯，輔理主教為亞爾伯·菲格羅阿-莫拉萊斯。